# Olvera (kommun)
Olvera är en kommun i Spanien.   Den ligger i provinsen Provincia de Cádiz och regionen Andalusien, i den södra delen av landet, 400 km söder om huvudstaden Madrid. Antalet invånare är 8 494. Arean är 194 kvadratkilometer. Olvera gränsar till Algodonales, Alcalá del Valle, El Gastor, Coripe, Morón de la Frontera, Pruna, Algámitas, Cañete la Real, Setenil de las Bodegas, Torre Alháquime och Ronda. 
Terrängen i Olvera är huvudsakligen kuperad, men åt nordväst är den platt.